# Палестинский патерик
Палести́нский патери́к — серия агиографических книг, издававшаяся Императорским Православным Палестинским Обществом в 1885—1916 годах в Санкт-Петербурге. В серии публиковались жития палестинских святых, переведённые с греческого языка. В качестве девиза или эпиграфа к изданию были выбраны слова из книги пророка Исайи: 
Не умолкну ради Сиона, и ради Иерусалима не успокоюсь (Ис. 62:1)
Переводы для этого издания делали профессор И. В. Помяловский, а после его смерти академик В. В. Латышев (с 12-го выпуска). Они же редактировали серию.

## Список книг серии
- Выпуск 1. Житие Преподобного отца нашего Саввы Освященного. СПб., 1885. 155 с. 2-е изд. - 1899.
- Выпуск 2. Житие иже во Святых отца нашего Евфимия Великого. СПб., 1893 (на обложке год издания 1892). 108 с. 2-е изд. - 1898.
- Выпуск 3. Житие иже во Святых отца нашего Иоанна, Епископа и Молчальника. СПб., 1893. 29 с. 2-е изд. 1898.
- Выпуск 4. Житие Преподобного отца нашего Илариона Великого. СПб., 1893 (на обложке год издания 1894). 47 с. 2-е изд. - 1899.
- Выпуск 5. Житие и подвизание иже во Святых отца нашего Порфирия, Епископа Газского. СПб., 1895. 79 с.
- Выпуск 6. Житие и подвиги иже во Святых отца нашего и богоносца Герасима Иорданского. СПб., 1895. 14 с. 2-е изд. - 1899.
- Выпуск 7. Житие Преподобного Кириака Отшельника. СПб., 1895. 23 с. 2-е изд. - 1899.
- Выпуск 8. Житие иже во Святых отца нашего Аввы Феодосия Киновиарха. СПб., 1895. 94 с. 2-е изд. - 1899.
- Выпуск 9. Житие и подвизания иже во святых отца нашего Георгия Кипрского[1], иже в Хузиве. СПб., 1899. 70 с.
- Выпуск 10. Житие Преподобного отца нашего Харитона Исповедника. СПб., 1899. 25 с.
- Выпуск 11. Житие Преподобного отца нашего Стефана Чудотворца. СПб., 1900. 154 с.
- Выпуск 12. Сказание о мученичестве Святых отцов, избиенных варварами Сарацинами в великой лавре Преподобного отца нашего Саввы в 797 году. Перевод с греческого. СПб., 1907. 46 с.
- Выпуск 13. Мученичество святых славных мучеников Христовых шестидесяти трех[2]. Перевод с греческого. СПб., 1907. 36 с.
- Выпуск 14. Житие и страдание святого священномученика и чудотворца отца нашего Анастасия Перса, монаха монастыря Аввы Иустина. Перевод с греческого. СПб., 1907. 27 с.
- Выпуск 15. Житие и мученичество Святого апостола Иакова, брата Господня. Перевод с греческого. СПб., 1908. 23 с.
- Выпуск 16. Житие и мученичество Святого Прокопия и бывших с ним. СПб., 1908. 36 с.
- Выпуск 17. Страдание Святой мученицы Акилины. Перевод с греческого. СПб., 1910. 16 с.
- Выпуск 18. Мученичество Святого Кириака, архиепископа Иерусалимского. Перевод с греческого. СПб., 1910. 14 с.
- Выпуск 19. Житие и страдание Святой преподобномученицы Христовой Евдокии. Перевод с греческого. СПб., 1912. 44 с.
- Выпуск 20. Житие и подвизание Преподобного отца нашего Мартиниана. Перевод с греческого. СПб., 1913. 24 с.
- Выпуск 21. Мученичество Святой и славной великомученицы Фотины Самарянки и чад и сестер её, с нею пострадавших. СПб., 1914. 38 с.
- Выпуск 22. Житие святых апостолов евангелистов Матфея, Марка и Луки. Петроград, 1916. 24 с.